# Фофана, Садик
Сади́к Фофана́ (фр. Sadik Fofana; род. 16 мая 2003, Ахен, Германия) — тоголезский футболист, защитник австрийского клуба ГАК и сборной Того.

## Клубная карьера
Выступал на молодёжном уровне за «Алеманнию» (Ахен) и «Байер 04». В июле 2022 года перешёл в основную команду «Байера» и отдан в аренду в «Нюрнберг». Дебютировал во Второй Бундеслиге 23 июля в матче с «Гройтер Фюрт». В июле 2023 года отправился в аренду в «Фортуну» (Ситтард). Дебютировал в Эредивизи 21 октября в матче с ПСВ.

## Карьера в сборной
На молодёжном уровне выступал за сборную Германии U20. В 2023 году был вызван за сборную Того.